# Bălești (gmina w okręgu Vrancea)
Bălești – gmina w Rumunii, w okręgu Vrancea. Obejmuje tylko jedną miejscowość Bălești. W 2011 roku liczyła 1941 mieszkańców.